# Пітер Тіммерс
Пітер Тіммерс (нід. Pieter Timmers, нар. 21 січня 1988, Нерпелт, Бельгія) — бельгійський плавець, срібний призер Олімпійських ігор 2016 року.

## Виступи на Олімпійських іграх
| Олімпіада   | Дисципліна             | Місце |
| ----------- | ---------------------- | ----- |
| Лондон 2012 | 100 м вільним стилем   | 12    |
| Лондон 2012 | 4×100 м вільним стилем | 8     |
| Лондон 2012 | 4×200 м вільним стилем | 12    |
| Ріо 2016    | 100 м вільним стилем   | 2     |
| Ріо 2016    | 4×100 м вільним стилем | 6     |
| Ріо 2016    | 4×200 м вільним стилем | 8     |